# Francesc de Paula Martí Mora
Francesc de Paula Martí Mora (Xàtiva, 22 d'abril de 1761 - Lisboa, 8 de juliol de 1827) va ser un gravador i estenògraf valencià introductor de l'estenografia a Espanya.
Va néixer a Xàtiva (coneguda llavors com a «Colònia Nova de Sant Felip») el 1761 (segons altres, en 1762), en el si d'una família benestant. Va tenir un gran gust pel gravat, com ho testimonien nombroses obres conservades que demostren la seva habilitat.

## Carrera
Va publicar el seu primer llibre d'estenografia espanyola, pròpiament dit, a Madrid el 1803, «Tachigrafia castellana, o art d'escriure amb tanta velocitat com es parla i amb la mateixa claredat que l'escriptura comuna». Tot i posseir la seva obra un caràcter original, Martí es va inspirar en Samuel Taylor i Jean Coulon de Thévenot. El seu primer assaig, datat el 1800, va ser també una adaptació més literal de Taylor.
El 1804, després d'haver ensenyat el seu curs durant un any, l'autor va fer alguns petits canvis, com la supressió de la vocal i, excepte en alguns casos, l'augment de les terminacions, la representació dels pronoms personals, precisió de les normes per a alguns exemples dubtosos, etc. Aquestes reformes van obligar a publicar un suplement a la seva primera edició, el nombre de les terminacions, en concret, es va elevar de catorze a divuit, i després va quedar en disset.

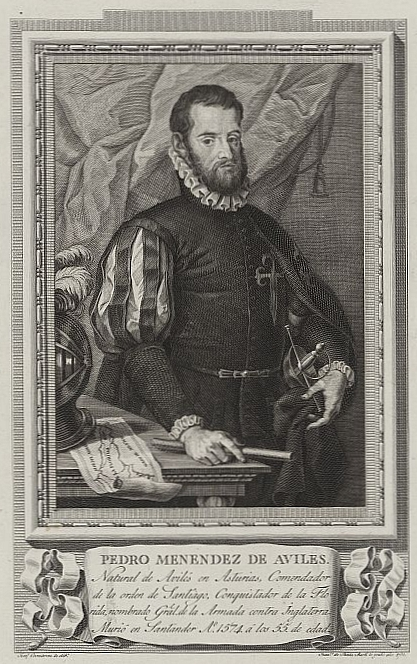
Retrat de Pedro Menéndez de Avilés, per Francisco de Paula Martí (1791)

Les tres edicions següents van aparèixer el 1813, 1821 i 1824, però no difereixen gaire entre si. Una d'aquestes edicions conté un dibuix de la mà de Martí, amb inscripcions en caràcters taquigràfics. Les seves obres literàries i dramàtiques li van valer certa reputació, però va ser gràcies a la taquigrafia que se'l coneix. Les seves investigacions taquigràfiques li van valer el títol de membre de la Reial Societat Econòmica Matritense.
El 1808, va publicar a Madrid un tractat sobre la «Poligrafia; o Art d'escriure en volum de diferents maneres» segons diversos autors antics, inclòs Tritemio.

## Família i mort
Va tenir dos fills. Un d'ells, Àngel Ramon Martí, va presentar el 1820 el sistema del seu pare a Portugal amb l'ajuda de Pere Barinaga, que publicaria a Nàpols el 1828 una adaptació a la llengua italiana. Ramon Martí va dirigir també el «Diari de Sessions», amb ajuda de col·laboradors. La filla de Martí, Maria, es va casar amb Sebastià Eugenio Vela, l'alumne preferit del seu pare. En un estat de salut delicat, el famós estenògraf va morir a Lisboa el juliol de 1827.

## Homenatge pòstum
Al Parc del Retiro de Madrid es va erigir un monument a la seva memòria, en el bust es pot llegir: «A Francesc de Paula Martí Mora, inventor de la taquigrafia espanyola. 1761-1827», i en el frontis un text llatí: «Currant verba licet, manus est velocior illis: Nondum lingua suum, dextra peregit opus.».

## Obres
- de Paula Martí Mora, Francesc. Tachigrafía castellana; ó, Arte de escribir con tanta velocidad como se habla y con la misma claridad que la escrítura comun (en castellà), 1803. OCLC 38743933.
- de Paula Martí Mora, Francesc. Poligrafía; ó Arte de escribir en cifra de diferentes modos. Arreglado á los métodos de varios autores antiguos y modernos (en castellà).  Madrid: Impr. de Sancha, 1808. OCLC 28211765.
- de Paula Martí Mora, Francesc. El dia dos de Mayo de 1808, en Madrid : y muerte heroica de Daoiz y velarde. Tragedia en tres actos en verso. Representada por primera vez en el Coliseodel príncipe el dia 9 de Julio de 1813 (en castellà).  Madrid: Impr. de Repullés, 1813. OCLC 19050877.
- de Paula Martí Mora, Francesc. Tachigrafía de la lengua castellana (en castellà).  Madrid: Impr. de A. Roca, 1816. OCLC 28211704.
- de Paula Martí Mora, Francesc. Taquigrafía castellana : notas martinianas, o ́arte de escribir con tanta velocidad como se habla, y con la misma claridad que la escritura comun. (en castellà).  Madrid: Impremta Nacional, 1821. OCLC 20386813.